# Cryptochloa decumbens
Cryptochloa decumbens är en gräsart som beskrevs av Thomas Robert Soderstrom och Fernando Omar Zuloaga. Cryptochloa decumbens ingår i släktet Cryptochloa, och familjen gräs.
Artens utbredningsområde är Panamá. Inga underarter finns listade i Catalogue of Life.